# Brutelles
Brutelles és un municipi francès situat al departament del Somme i a la regió dels Alts de França. L'any 2007 tenia 189 habitants.

## Demografia

### Població

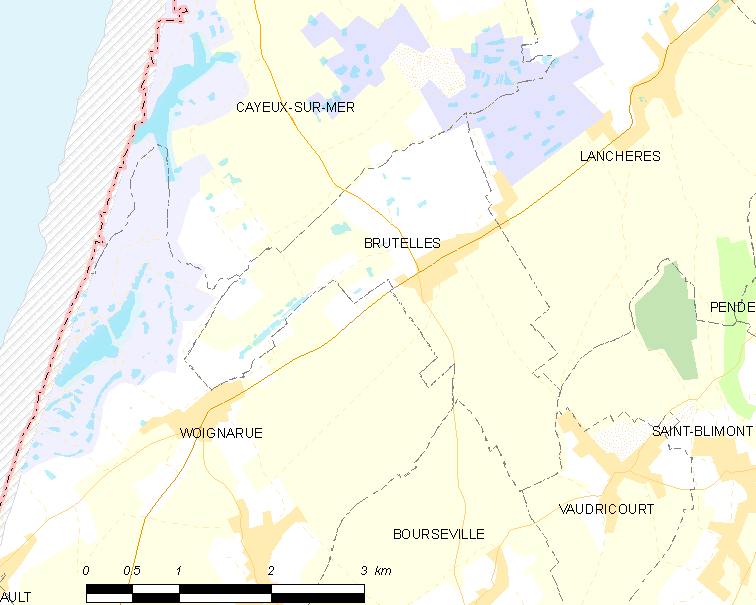

El 2007 la població de fet de Brutelles era de 189 persones. Hi havia 76 famílies de les quals 20 eren unipersonals (16 homes vivint sols i 4 dones vivint soles), 24 parelles sense fills, 28 parelles amb fills i 4 famílies monoparentals amb fills.

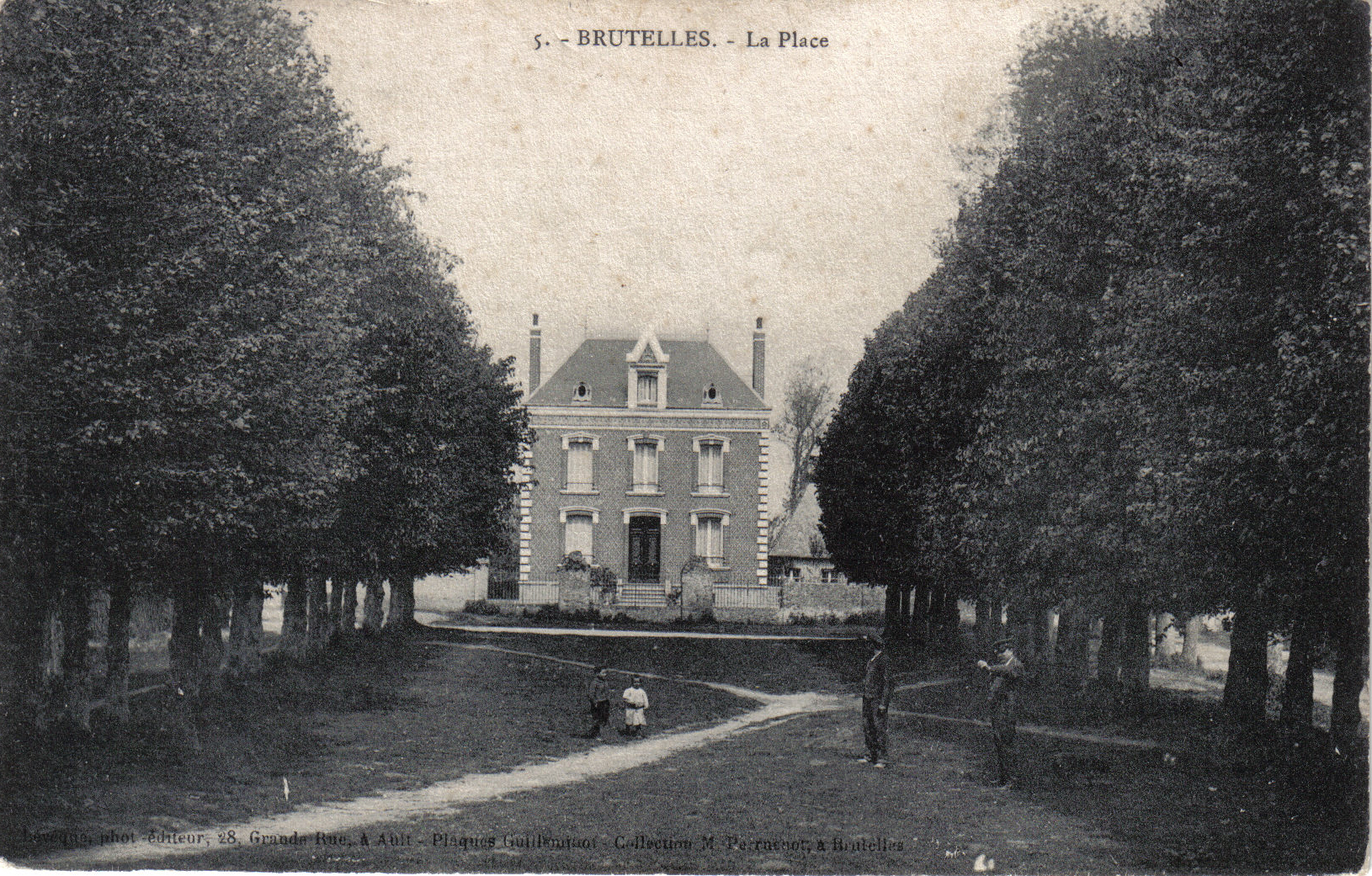

La població ha evolucionat segons el següent gràfic:
Habitants censats

### Habitatges
El 2007 hi havia 104 habitatges, 79 eren l'habitatge principal de la família, 21 eren segones residències i 4 estaven desocupats. Tots els 101 habitatges eren cases. Dels 79 habitatges principals, 64 estaven ocupats pels seus propietaris, 13 estaven llogats i ocupats pels llogaters i 2 estaven cedits a títol gratuït; 1 tenia dues cambres, 5 en tenien tres, 23 en tenien quatre i 50 en tenien cinc o més. 61 habitatges disposaven pel capbaix d'una plaça de pàrquing. A 26 habitatges hi havia un automòbil i a 45 n'hi havia dos o més.

### Piràmide de població

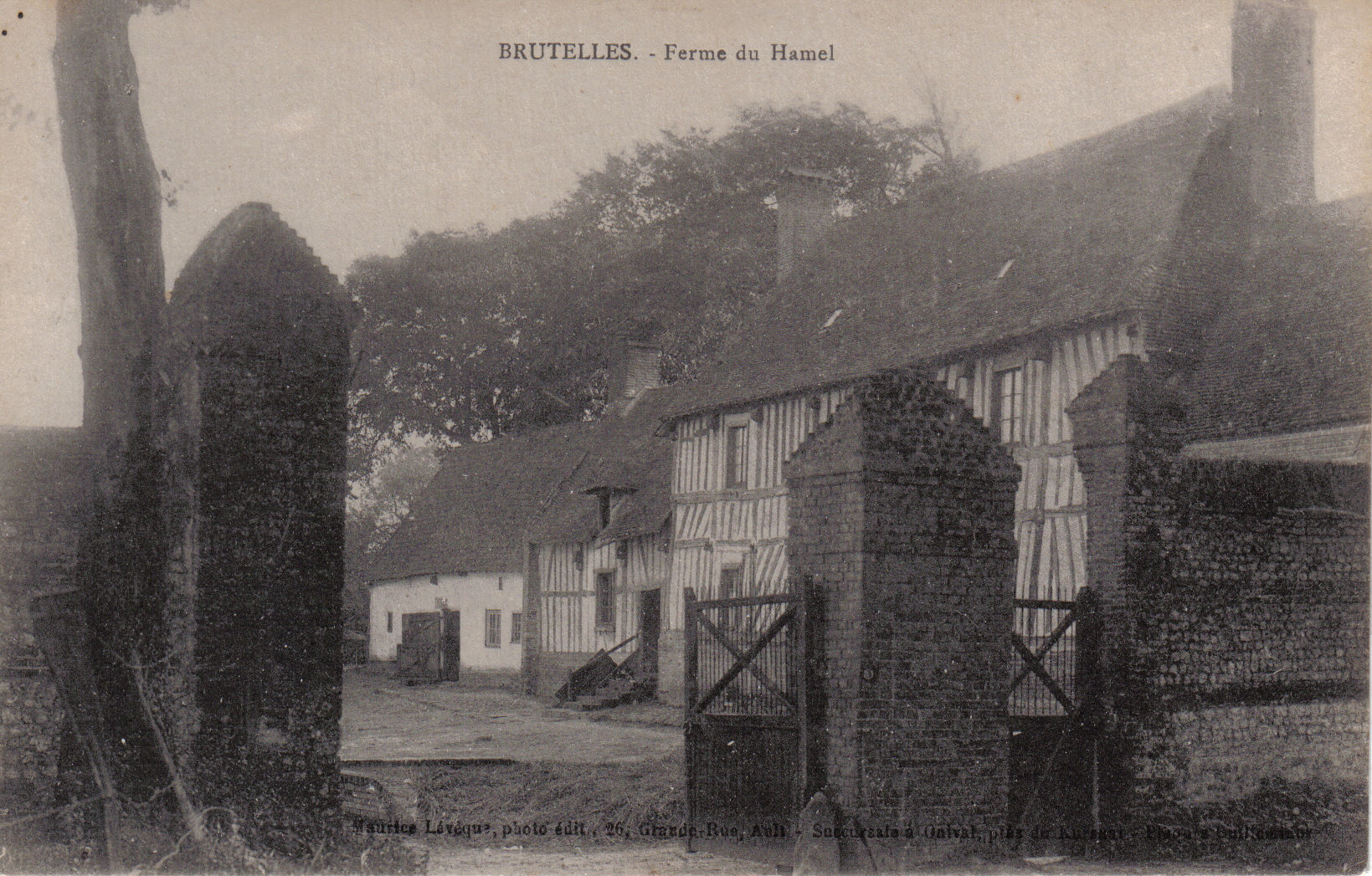

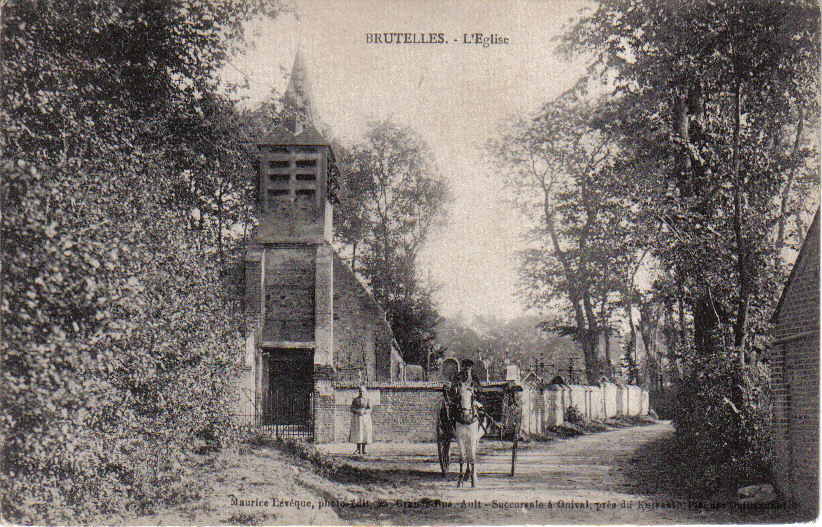

La piràmide de població per edats i sexe el 2009 era:
| Homes | Edats   | Dones |
| ----- | ------- | ----- |
| 0     | 95 o +  | 0     |
| 0     | 90 a 94 | 0     |
| 0     | 85 a 89 | 0     |
| 0     | 80 a 84 | 4     |
| 0     | 75 a 79 | 8     |
| 12    | 70 a 74 | 0     |
| 8     | 65 a 69 | 8     |
| 4     | 60 a 64 | 4     |
| 4     | 55 a 59 | 4     |
| 4     | 50 a 54 | 0     |
| 8     | 45 a 49 | 4     |
| 0     | 40 a 44 | 4     |
| 8     | 35 a 39 | 0     |
| 20    | 30 a 34 | 20    |
| 4     | 25 a 29 | 8     |
| 0     | 20 a 24 | 0     |
| 4     | 15 a 19 | 0     |
| 4     | 10 a 14 | 12    |
| 20    | 5 a 9   | 4     |
| 0     | 0 a 4   | 12    |

## Economia

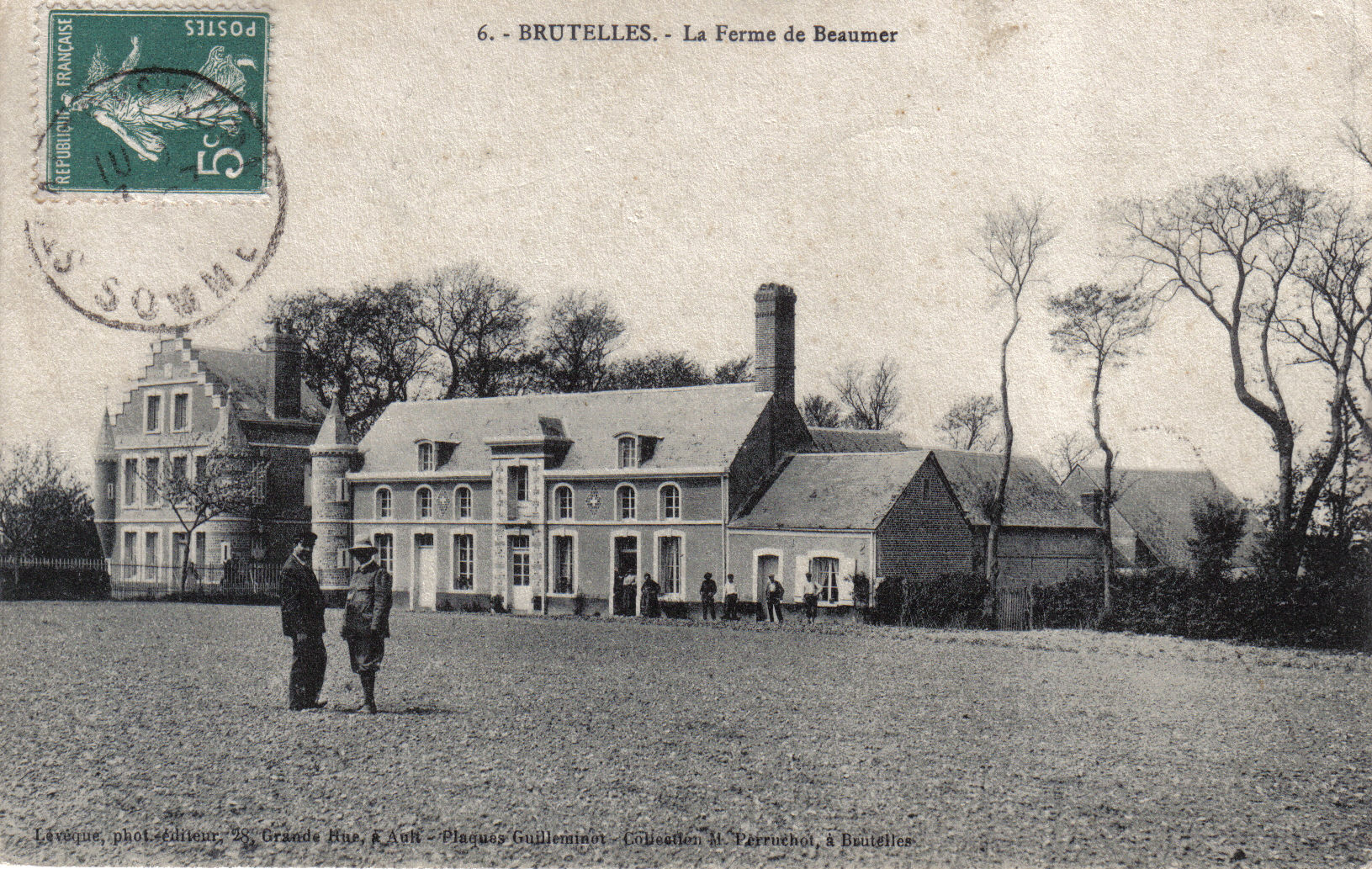

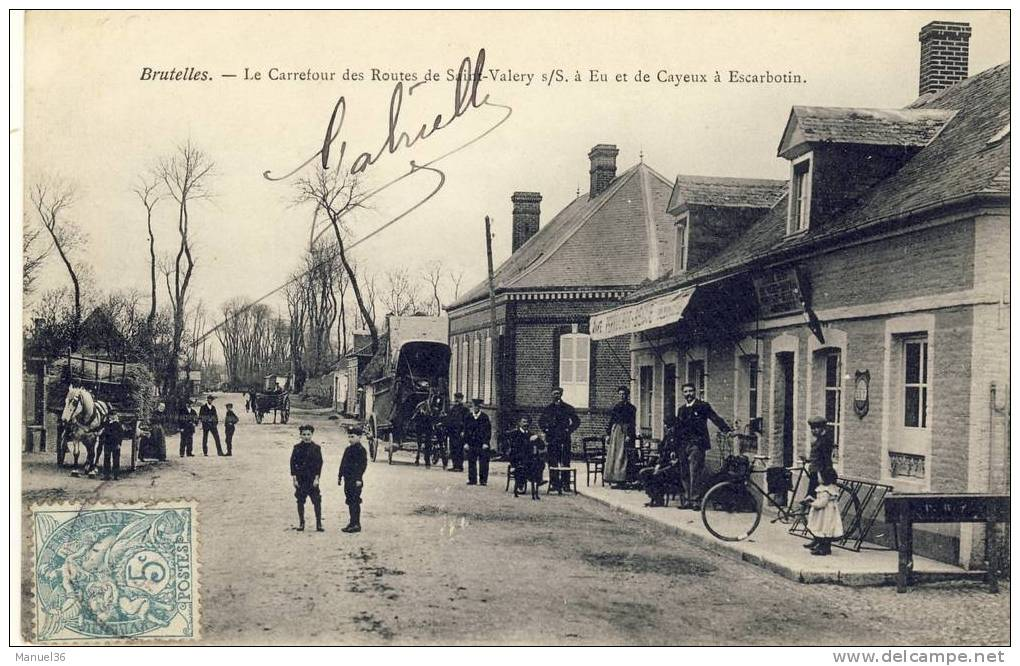

El 2007 la població en edat de treballar era de 128 persones, 98 eren actives i 30 eren inactives. De les 98 persones actives 93 estaven ocupades (51 homes i 42 dones) i 5 estaven aturades (2 homes i 3 dones). De les 30 persones inactives 7 estaven jubilades, 12 estaven estudiant i 11 estaven classificades com a «altres inactius».

### Ingressos
El 2009 a Brutelles hi havia 78 unitats fiscals que integraven 196 persones, la mediana anual d'ingressos fiscals per persona era de 17.234 €.

### Activitats econòmiques
Dels 3 establiments que hi havia el 2007, 1 era d'una empresa alimentària, 1 d'una empresa de construcció i 1 d'una empresa d'hostatgeria i restauració.
L'únic servei als particulars que hi havia el 2009 era una lampisteria.
L'any 2000 a Brutelles hi havia 5 explotacions agrícoles que ocupaven un total de 450 hectàrees.

## Equipaments sanitaris i escolars

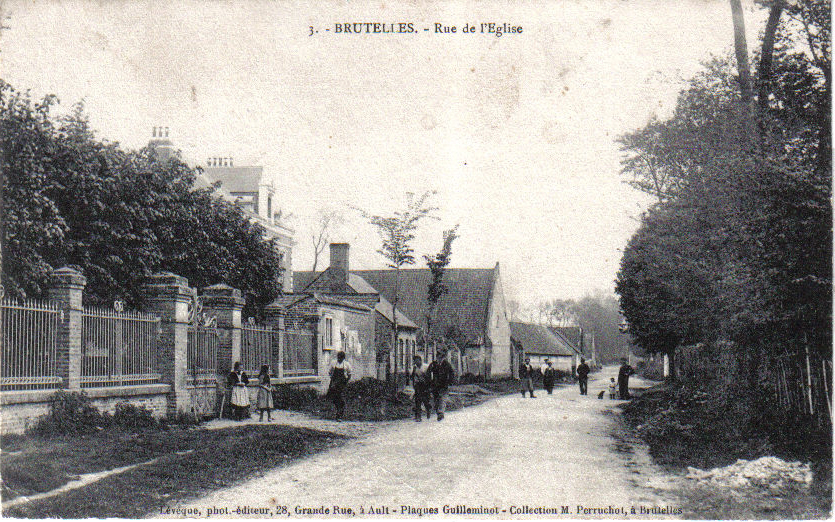

El 2009 hi havia una escola elemental integrada dins d'un grup escolar amb les comunes properes formant una escola dispersa.

## Poblacions més properes

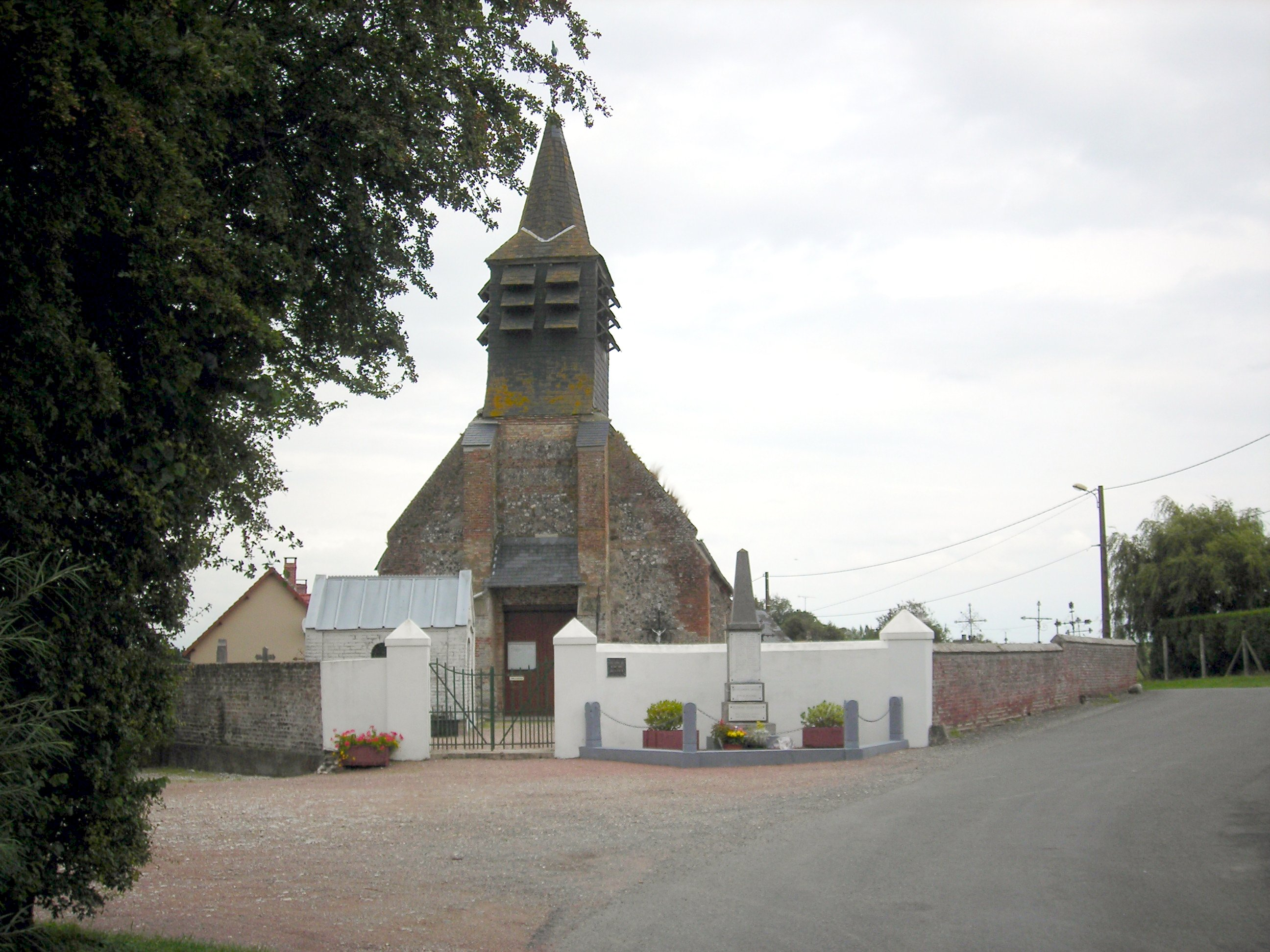

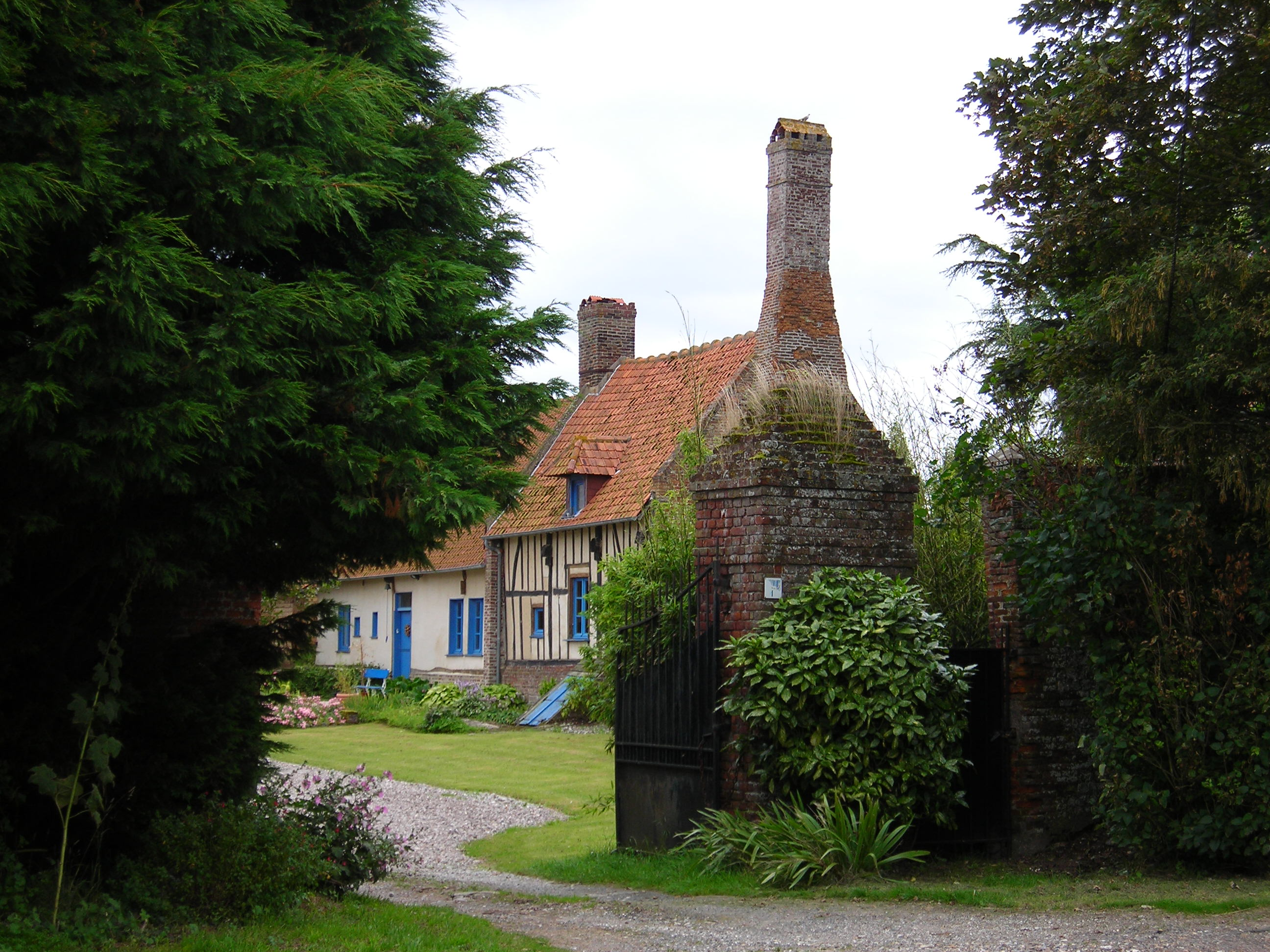

El següent diagrama mostra les poblacions més properes.